# Comuna Andrivka, Berdeansk
Andrivka (în ucraineană Андрівка) este o comună în raionul Berdeansk, regiunea Zaporijjea, Ucraina, formată din satele Andrivka (reședința), Polouzivka și Troianî.

## Demografie
Componența lingvistică a comunei Andrivka
     Rusă (62,4%)
     Bulgară (26,82%)
     Ucraineană (10,24%)
     Alte limbi (0,13%)
Conform recensământului din 2001, majoritatea populației comunei Andrivka era vorbitoare de rusă (62,4%), existând în minoritate și vorbitori de bulgară (26,82%) și ucraineană (10,24%).